# MTV Video Music Awards de 2012
O MTV Video Music Awards de 2012, apresentado pelo comediantes estadunidense Kevin Hart, ocorreu em 6 de setembro de 2012, homenageando os melhores videoclipes do ano anterior. A premiação foi transmitida ao vivo da arena Staples Center, no centro de Los Angeles. As indicações foram anunciadas em 31 de julho de 2012. Rihanna e Drake foram os artistas mais indicados aquele ano, com cinco indicações cada, seguidos por Katy Perry e Beyoncé, que receberam quatro.
A boy band britânica One Direction foi a maior vencedora da noite, ganhando nas três categorias em que concorria, incluindo Artista Revelação, e Rihanna ganhou o prêmio de Vídeo do Ano. M.I.A. e Chris Brown ganharam dois prêmios cada.
A cerimônia da premiação, com uma média de 6,1 milhões de telespectadores, foi a menos assistida desde a de 2007. O principal fator que contribuiu para a queda na audiência foi provavelmente a alteração do dia de transmissão do programa para quinta-feira, em vez de domingo, dia em que o VMAs era transmitido desde 2004, com exceção da cerimônia de 2006. A MTV também antecipou a transmissão para as 20h, em vez de 21h, para evitar competir com o discurso do presidente Barack Obama na Convenção Nacional Democrata de 2012. Esse horário era um pouco cedo para o público-alvo da MTV. O prêmio intitulado Melhores Efeitos Especiais foi renomeado como Melhores Efeitos Visuais.

## Indicados e Vencedores

### Vídeo do Ano
Rihanna (participação Calvin Harris) — "We Found Love"
- "Take Care" — Drake (participação Rihanna)
- "Somebody That I Used to Know" — Gotye (participação Kimbra)
- "Bad Girls" — M.I.A.
- "Wide Awake" — Katy Perry

### Melhor Vídeo Masculino
Chris Brown (cantor) — "Turn Up the Music"
- Justin Bieber — "Boyfriend"
- Drake (participação Rihanna) — "Take Care"
- Frank Ocean — "Swim Good"
- Usher — "Climax"

### Melhor Vídeo Feminino
Nicki Minaj — "Starships"
- Beyoncé — "Love on Top"
- Selena Gomez & the Scene — "Love You Like a Love Song"
- Katy Perry — "Part of Me"
- Rihanna (participação Calvin Harris) — "We Found Love"

### Artista Revelação
One Direction — "What Makes You Beautiful"
- Fun. (participação Janelle Monáe) — "We Are Young"
- Carly Rae Jepsen — "Call Me Maybe"
- Frank Ocean — "Swim Good"
- The Wanted — "Glad You Came"

### Melhor Vídeo Pop
One Direction — "What Makes You Beautiful"
- Justin Bieber — "Boyfriend"
- Fun. (participação Janelle Monáe) — "We Are Young"
- Maroon 5 (participação Wiz Khalifa) — "Payphone"
- Rihanna (participação Calvin Harris) — "We Found Love"

### Melhor Vídeo de Rock
Coldplay — "Paradise"
- The Black Keys — "Lonely Boy"
- Imagine Dragons — "It's Time"
- Linkin Park — "Burn It Down"
- Jack White — "Sixteen Saltines"

### Melhor Vídeo de Hip-Hop
Drake (participação Lil Wayne) — "HYFR"
- Childish Gambino — "Heartbeat"
- Nicki Minaj (participação 2 Chainz) — "Beez in the Trap"
- Jay-Z & Kanye West — "Paris"
- Kanye West (participação Pusha T, Big Sean e 2 Chainz) — "Mercy"

### Melhor Vídeo de Música Eletrônica
Calvin Harris — "Feel So Close"
- Avicii — "Le7els"
- Duck Sauce — "Big Bad Wolf"
- Skrillex — "First of the Year (Equinox)"
- Martin Solveig — "The Night Out"

### Melhor Direção de Vídeo
M.I.A. — "Bad Girls" (Diretor: Romain Gavras)
- Coldplay (participação Rihanna) — "Princess of China" (Diretor: Adria Petty)
- Duck Sauce — "Big Bad Wolf" (Diretor: Keith Schofield)
- Jay-Z & Kanye West (participação Otis Redding) — "Otis" (Diretor: Spike Jonze)
- Frank Ocean — "Swim Good" (Diretor: Nabil Elderkin)

### Melhor Coreografia em Vídeo
Chris Brown — "Turn Up the Music" (Coreógrafos: Anwar "Flii" Burton)
- Avicii — "Le7els" (Coreógrafos: Richy Greenfield and Petro Papahadjopoulos)
- Beyoncé — "Countdown" (Coreógrafos: Danielle Polanco, Frank Gatson Jr., Beyoncé e Anne Teresa De Keersmaeker)
- Jennifer Lopez (participação Pitbull) — "Dance Again" (Coreógrafos: JR Taylor)
- Rihanna — "Where Have You Been" (Coreógrafos: Hi-Hat)

### Melhores Efeitos Visuais em Vídeo
Skrillex — "First of the Year (Equinox)" (Efeitos Visuais: Deka Brothers and Tony T. Datis)
- David Guetta (participação Nicki Minaj) — "Turn Me On" (Efeitos Visuais: Copa Network)
- Linkin Park — "Burn It Down" (Efeitos Visuais: Ghost Town Media)
- Katy Perry — "Wide Awake" (Efeitos Visuais: Ingenuity Engine)
- Rihanna — "Where Have You Been" (Efeitos Visuais: George Lucas)

### Melhor Direção de Arte em Vídeo
Katy Perry — "Wide Awake" (Diretor de Arte: Benji Bamps)
- Lana Del Rey — "Born to Die" (Diretores de Arte: Anna Brun e Audrey Malecot)
- Drake (participação Rihanna) — "Take Care" (Diretor de Arte: Charles Infante)
- Of Monsters and Men — "Little Talks" (Diretor de Arte: Mihai Wilson)
- Regina Spektor — "All the Rowboats" (Diretor de Arte: Anthony Henderson)

### Melhor Edição em Vídeo
Beyoncé — "Countdown" (Editores: Jeremiah Shuff e Alex Hammer)
- A$AP Rocky — "Goldie" (Editor: Samantha Lecca)
- Gotye (participação Kimbra) — "Somebody That I Used to Know" (Editor: Natasha Pincus)
- Jay-Z & Kanye West — "Paris" (Editores: Alexander Hammer, Peter Johnson e Derek Lee)
- Kanye West (participação Pusha T, Big Sean e 2 Chainz) — "Mercy" (Editor: Eric Greenburg)

### Melhor Fotografia em Vídeo
M.I.A. — "Bad Girls" (Diretor: Romain Gavras)
- Adele — "Someone Like You" (Diretor de Fotografia: David Johnson)
- Coldplay (participação Rihanna) — "Princess of China" (Diretor de Fotografia: Stéphane Vallée)
- Lana Del Rey — "Born to Die" (Diretor de Fotografia: André Chemetoff)
- Drake (participação Rihanna) — "Take Care" (Diretor de Fotografia: Kasper Tuxen)

### Melhor Vídeo com uma Mensagem
Demi Lovato — "Skyscraper"
- Kelly Clarkson — "Dark Side"
- Gym Class Heroes — "The Fighter"
- K'Naan (participação Nelly Furtado) — "Is Anybody Out There?"
- Lil Wayne — "How to Love"
- Rise Against — "Ballad of Hollis Brown"

### Video Mais Compartilhado
One Direction — "What Makes You Beautiful"
- Beyoncé — "Countdown"
- Justin Bieber — "Boyfriend"
- Gotye (com Kimbra) — "Somebody That I Used to Know"
- Carly Rae Jepsen — "Call Me Maybe"

### Melhor Artista Latino
Romeo Santos
- Juanes
- Jennifer Lopez
- Pitbull
- Wisin & Yandel[6]

## Performers

### Pre-Show
- Demi Lovato — "Give Your Heart a Break"

### Show Principal
- Rihanna (com ASAP Rocky — "Cockiness (Love It)" (Remix)" / "We Found Love" [7]
- P!nk — "Get The Party Started" (intro) / "Blow Me (One Last Kiss)"
- Frank Ocean - "Thinkin' Bout You"
- One Direction - "One Thing"
- Lil Wayne e 2 Chainz — "No Worries"[8]
- Green Day - "Let Yourself Go"
- Alicia Keys e Nicki Minaj — "Girl On Fire"
- Taylor Swift - "We Are Never Ever Getting Back Together"

### Artistas da Casa
- Calvin Harris

## Apresentadores

### Pre-show
- Sway Calloway — Apresentou Melhor Vídeo com uma Mensagem
- James Montgomery — Apresentou Melhor Vídeo de Música Eletrônica
- Jim Cantiello e Ton Do-Nguyen — Apresentou Vídeo Mais compartilhado

### Show Principal
- Katy Perry — Apresentou Melhor Video Pop
- Miley Cyrus e Mac Miller — Introduziu P!nk
- Demi Lovato e Rita Ora — Apresentou Melhor Vídeo Masculino
- Zoe Saldana — Introduziu Frank Ocean
- Rashida Jones e  Andy Samberg - Apresentou Melhor Vídeo de Hip-Hop
- The Wanted & Rebel Wilson - Apresentou Melhor Vídeo Feminino
- Emma Watson e Ezra Miller - Introduziu Green Day
- Ke$ha e Wiz Khalifa - Apresentou Melhor Artista Revelação
- The Fierce Five (Aly Raisman, Gabby Douglas, Jordyn Wieber, Kyla Ross e McKayla Maroney) - Introduziram Alicia Keys e Nicki Minaj
- Kevin Hart - Apresentou Vídeo do Ano

Fonte: performances 